# Theodor Madsen (præst)
 Der er flere personer med dette navn, se Theodor Madsen.
Mathias Theodor Madsen (født 30. august 1823 i Hobro, død 25. april 1904 i Svendborg) var en dansk præst og politiker.
Han var søn af provst Hans Henrik Matzen til Hygom i Tørninglen Provsti og Cathrine Marie f. Matzen, blev student fra Ribe Katedralskole 1842, var huslærer og blev teologisk kandidat 1850 og på ny huslærer fra 1852 i Skjold, Bjerre Herred hos pastor Carl Fog. Han blev ordineret medhjælper i Jelling-Hover Pastorat 1858, var sognepræst i Gødvad-Balle Pastorat fra 1864 og i Ringe Pastorat fra 1874 til 1893.
Han skriver selv om krigsåret: "Da Prøjserne og Østrigerne i 64 havde besat Landet blev der 10. Marts af en Afdeling Østrigere gjort en Razzia i Jelling, idet jeg tilligemed en Del andre Mænd af Byen og Sognet, deriblandt Læge Bentzon, Seminarielærer Uttenthal, Skolelærer Jørgensen foruden nogle Seminarieelever, toges og førtes til Vejle for at gjøre Skansearbejde ved Møllen ovenfor Byen. Efter et Døgns Forløb blev der givet os Lov til at vende tilbage."
Theodor Madsen blev valgt i Randers til landstingsmand for 9. kreds ved det første af to valg 23. juni 1866 som modstander af den gennemsete Grundlov. Ved det andet valg den 18. oktober 1866 trak han sig tilbage fra politik, så han sad kun lidt over tre måneder på tinge. I 1866 og i en lang årrække var Madsen var stiller ved valghandlingen i Brobyværk af folketingsmand Sofus Høgsbro.
Han idømtes vod provsteretsdom 1878 en mulkt på 80 kr. for at have ladet en lægmand prædike for sig langfredag. Han forfattede artikler af kirkeligt og politisk indhold.
Han blev gift i Spandet Kirke 24. juni 1859 med sit søskendebarn Andrea Jakobine Matzen (14. maj 1832 i Ribe – ), datter af farver Mathias Christian Frederik Matzen og Mette Sophie Lange.